# Seven de Dubái 2015
El Seven de Dubái de 2015 fue la decimosexta edición del torneo de rugby 7, fue el primer torneo de la temporada 2015-16 de la Serie Mundial Masculina de Rugby 7.
Se disputó en el The Sevens Stadium.

## Fase de grupos

### Grupo A
| Equipo    | Encuentros | Encuentros | Encuentros | Encuentros | Tantos  | Tantos    | Tantos     | Puntos |
| Equipo    | jugados    | ganados    | empatados  | perdidos   | a favor | en contra | diferencia | Puntos |
| --------- | ---------- | ---------- | ---------- | ---------- | ------- | --------- | ---------- | ------ |
| Fiyi      | 3          | 3          | 0          | 0          | 112     | 31        | +81        | 9      |
| Argentina | 3          | 2          | 0          | 1          | 50      | 61        | –11        | 7      |
| Japón     | 3          | 1          | 0          | 2          | 57      | 59        | –2         | 5      |
| Canadá    | 3          | 0          | 0          | 3          | 35      | 103       | –68        | 3      |

Nota: Se otorgan 3 puntos al equipo que gane un partido, 2 al que empate y 1 al que pierda

### Grupo B
| Equipo    | Encuentros | Encuentros | Encuentros | Encuentros | Tantos  | Tantos    | Tantos     | Puntos |
| Equipo    | jugados    | ganados    | empatados  | perdidos   | a favor | en contra | diferencia | Puntos |
| --------- | ---------- | ---------- | ---------- | ---------- | ------- | --------- | ---------- | ------ |
| Sudáfrica | 3          | 3          | 0          | 0          | 104     | 19        | +85        | 9      |
| Samoa     | 3          | 2          | 0          | 1          | 43      | 55        | –12        | 7      |
| Escocia   | 3          | 1          | 0          | 2          | 41      | 57        | –16        | 5      |
| Rusia     | 3          | 0          | 0          | 3          | 24      | 81        | –57        | 3      |

### Grupo C
| Equipo         | Encuentros | Encuentros | Encuentros | Encuentros | Tantos  | Tantos    | Tantos     | Puntos |
| Equipo         | jugados    | ganados    | empatados  | perdidos   | a favor | en contra | diferencia | Puntos |
| -------------- | ---------- | ---------- | ---------- | ---------- | ------- | --------- | ---------- | ------ |
| Nueva Zelanda  | 3          | 2          | 0          | 1          | 80      | 33        | +47        | 7      |
| Estados Unidos | 3          | 2          | 0          | 1          | 80      | 52        | +28        | 7      |
| Francia        | 3          | 2          | 0          | 1          | 75      | 49        | +26        | 7      |
| Portugal       | 3          | 0          | 0          | 3          | 26      | 127       | –101       | 3      |

### Grupo D
| Equipo     | Encuentros | Encuentros | Encuentros | Encuentros | Tantos  | Tantos    | Tantos     | Puntos |
| Equipo     | jugados    | ganados    | empatados  | perdidos   | a favor | en contra | diferencia | Puntos |
| ---------- | ---------- | ---------- | ---------- | ---------- | ------- | --------- | ---------- | ------ |
| Inglaterra | 3          | 3          | 0          | 0          | 66      | 22        | +44        | 9      |
| Australia  | 3          | 2          | 0          | 1          | 62      | 33        | +29        | 7      |
| Gales      | 3          | 1          | 0          | 2          | 17      | 79        | –62        | 5      |
| Kenia      | 3          | 0          | 0          | 3          | 34      | 45        | –11        | 3      |

## Fase Final

### Cuartos de final
| 5 de diciembre | Fiyi | 19 - 12 | Australia |  |  |

| 5 de diciembre | Nueva Zelanda | 24 - 21 | Samoa |  |  |

| 5 de diciembre | Inglaterra | 14 - 7 | Argentina |  |  |

| 5 de diciembre | Sudáfrica | 19 - 21 | Estados Unidos |  |  |

### Semifinal
| 5 de diciembre | Fiyi | 19 - 5 | Nueva Zelanda |  |  |

| 5 de diciembre | Inglaterra | 24 - 19 | Estados Unidos |  |  |

### Final
| 5 de diciembre | Fiyi | 28 - 17 | Inglaterra |  |  |

| Bandera de Fiyi        |
| Campeón Fiyi           |
| 1º título del circuito |